# Nova TV
Nova TV è la prima televisione privata fondata in Croazia. Dal 2004 fa parte del gruppo Central European Media Enterprises.
Ha iniziato le trasmissioni nel novembre 2000, mettendo fine al monopolio di stato fin lì detenuto da HRT.
Si trova di solito sul canale 4, perché quando fu fondata, HRT era ancora proprietaria di tre canali (poi ridotti a 2).
I suoi programmi più noti sono il telegiornale Dnevnik Nove TV, i talent Supertalent, Operacija Triumf (su base pan-slavica) e MasterChef, il reality Farma (sul format di La Fattoria), le fiction Najbolje godine, Naša mala klinika e il varietà Red Carpet. Tra i cartoni, trasmette la serie Winx Club.
Dal 2 gennaio 2011 è affiancata dal canale tematico in DTT Doma TV.
Da marzo 2021 trasmette un notiziario in lingua italiana dal lunedì al venerdì dalle ore 18,45 alle 19,00 in collaborazione con L’Unione Italiana che detiene l'8% delle quote di TV Nova.